# Baturetno (Baturetno)
Baturetno is een bestuurslaag in het regentschap Wonogiri van de provincie Midden-Java, Indonesië. Baturetno telt 9227 inwoners (volkstelling 2010).